# Под подозрением (фильм, 2000)
«Под подозрением» (англ. Under Suspicion) — американский кинофильм 2000 года режиссёра Стивена Хопкинса. Кинокартина является ремейком французского фильма «Под предварительным следствием», сюжет которого, в свою очередь, был написан на основе произведения Джона Уэйнрайта «Brainwash» (букв. Промывка мозгов). Фильм был показан на Каннском фестивале 2000 года (во внеконкурсной программе).

## Сюжет
Полиция Сан-Хуана (Пуэрто-Рико) начала расследование по делу двух двенадцатилетних девочек, изнасилованных и убитых накануне празднования местного фестиваля. Главным подозреваемым в преступлении становится адвокат Генри Хёрст (в исполнении Джина Хэкмена), однако против него имеются лишь косвенные свидетельства. Капитан Виктор Бенизет (в исполнении Моргана Фримена), давно знакомый с возможным преступником, поначалу дружески беседует с подозреваемым; но вскоре обычный допрос превращается в тяжёлую «интеллектуальную дуэль». Показания Хёрста начинают подвергаться сомнению; его вина уже почти доказана, но в этот момент опытный следователь понимает, что для того чтобы докопаться до истины, ему придётся заглянуть в самые сокровенные уголки души адвоката…

## В ролях
| Актёр               | Роль                                       |
| ------------------- | ------------------------------------------ |
| Джин Хэкмен         | Генри Хёрст подозреваемый                  |
| Морган Фримен       | Виктор Бенизет следователь                 |
| Томас Джейн         | детектив Феликс Оуэнс помощник следователя |
| Моника Беллуччи     | Шанталь Хёрст жена подозреваемого          |
| Нидия Каро          | Изабелла                                   |
| Мигель Анхел Суарес | суперинтендант                             |
| Пабло Канкуэро      | детектив Кастильо                          |
| Изабель Альгазе     | Камилла Родригес                           |
| Жаклин Дюпре        | Мария Родригес                             |
| Луис Кабальеро      | Пако Родригес                              |

## История проката и реакция зрителей
На основании отзывов, собранных «Rotten Tomatoes», многие критики дали положительную оценку фильму, а средний рейтинг фильма составил 5,3/10.
Фильм был ограниченно показан только в 19 кинотеатрах США, поэтому имел относительно небольшие кассовые сборы (всего около $ 260 000).
В 2001 фильм был номинирован на премию «Эдгарс» как лучший фильм года.